# Sugammadex
Sugammadex (originalmente Org 25969) es una molécula oligosacárida de la familia de las ciclodextrinas empleada en la práctica anestésica para bloquear el efecto de los fármacos neurobloqueadores rocuronio y vecuronio con los que tiene afinidad exclusiva. Fue autorizado el 25 de julio del 2008 en Europa y en 2015 en la unión americana. El efecto de Sugammadex es promover la recuperación del tono muscular, tras un proceso quirúrgico o cuando se necesita la intubación endotraqueal de un paciente, a la vez que evita los efectos secundarios de los anticolinesterásicos como la neostigmina.

## Antecedentes
El nombre deriva de "sugar", azúcar, y "gamma dextrina".
Las tres ciclodextrinas naturales no modificadas constan de seis, siete y ocho oligosacáridos cíclicos (es decir, moléculas
de dextrosa unidas a través de uno a cuatro enlaces glucosilo) y se llaman alfa-, beta- y gamma-ciclodextrinas, respectivamente.

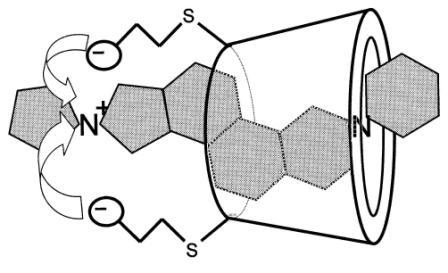
Sugammadex encapsulando al rocuronio.

La estructura química del Sugammadex es en tres dimensiones que en la parte exterior es hidrofílica, mientras que el interior es hidrofóbica, con lo que se acopla la sustancia lipofílica formando complejos no covalentes, lo que se conoce como encapsulación. Su estructura tiene la apariencia de un cono truncado hueco o una rosquilla.
Se hicieron modificaciones a su estructura química para que en su parte interna pudieran acomodarse los cuatro anillos esteroides del rocuronio. Con esto se logra que el complejo formado posea elevada estabilidad en una relación 1:1.
Una vez que es administrado por vía intravenosa, el fármaco literalmente «encapsula» a las moléculas de rocuronio de manera irreversible, manteniendo esta acción hasta que los receptores de la acetilcolina queden libres. Como Sugammadex no tiene efecto alguno sobre la enzima acetilcolinesterasa, se evitan los efectos secundarios asociados con otros productos.
Al tipo de fármacos como Sugammadex se les conoce como "reversores" debido a que su función es revertir la acción de los bloqueadores neuromusculares.
El modelo de interacción farmacocinética, que supone que la unión de rocuronio en el compartimiento central disminuye la concentración de rocuronio libre, podría predecir el aumento observado en las concentraciones totales de rocuronio en plasma después de la administración de sugammadex.

## Importancia biomédica

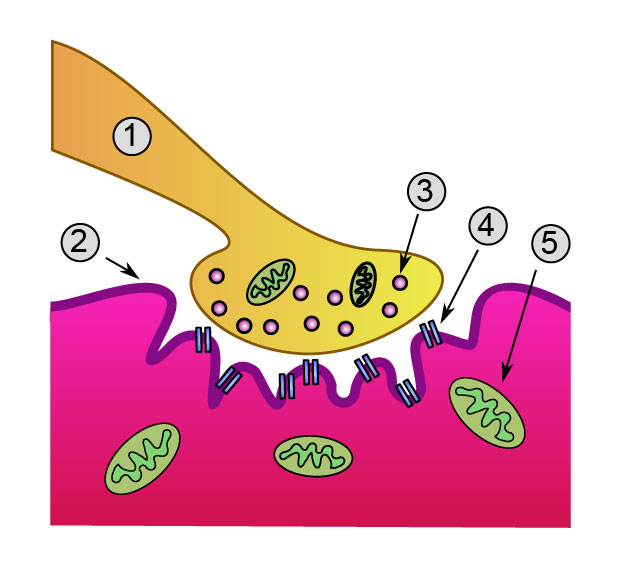
Diagrama de la placa neuromuscular.

Los agentes bloqueadores neuromusculares, como el rocuronio y el vecuronio, son ampliamente utilizados en anestesia clínica y medicina de emergencia para facilitar la intubación endotraqueal y la ventilación artificial para la cirugía. Aunque el uso de éstos fármacos ha disminuido significativamente la incidencia de lesiones laringofaríngeas debido a la intubación endotraqueal, su uso aún se asocia con una mayor morbilidad y mortalidad.

Esta mayor mortalidad de rocuronio y vecuronio es principalmente atribuible al desarrollo de bloqueo neuromuscular residual postoperatorio (también conocido como parálisis residual o recurarización). Este bloqueo residual resulta en hipoventilación, obstrucción de la vía aérea e hipoxia. 

Los eventos adversos respiratorios son la complicación más común de la parálisis residual. También son el motivo más común de ingreso no planificado posquirúrgico a cuidados intensivos, y la tasa de mortalidad de estos pacientes es alta.
La utilidad de emplear reversores deriva del hecho de que al emplear neurobloqueadores como vecuronio o rocuronio puede ocurrir el bloqueo neuromuscular residual, en las que las moléculas del bloqueador seguirán bloqueando la unión neuromuscular, aún después de emplear neostigmina, provocando que los pacientes vuelvan a relajar los músculos respiratorios y no puedan respirar. Además, los músculos de la faringe relajados implican que exista peligro de una broncoaspiración y otras complicaciones pulmonares. La reversión del bloqueo neuromuscular es importante para la aceleración de la recuperación y reducir la incidencia de morbilidad y mortalidad graves asociadas con el manejo de la anestesia.
Un fármaco como el Sugammadex permite liberar la unión neuromuscular de moléculas que podrían provocar la recurarización.
En humanos a los que se aplicó sugammadex se mostró un rápido tiempo de recuperación del bloqueo neuromuscular inducido por rocuronio en comparación con placebo. Se produjo una recuperación del cociente del TOF (tren de cuatro) a 0.9 en 2 minutos.

## Relación costo-beneficio clínico
Un estudio demostró que el Sugammadex aumenta la seguridad en pacientes que reciben bloqueo neuromuscular inducido por rocuronio, evitando la recurarización si se administra como fármaco de primera reversión en pacientes de alto riesgo y permitiendo el tratamiento inmediato de los eventos adversos respiratorios relacionados con este riesgoso evento que ocurre después de la administración de fármacos de reversión estándar.
A pesar de su costo, sugammadex mostró ahorros de recursos en hospital al acelerar la recuperación del bloqueo neuromuscular en el quirófano. También se demostró que podrían producir ahorros de recursos al reducir la tasa de recurarización, el tiempo que se pasa en el sala de recuperación y la tasa de admisiones a la Unidad de Cuidados Intensivos no planificadas.
También se ha demostrado que el Sugammadex mejora los tiempos de recuperación y la seguridad perioperatoria en grupos de pacientes que tienen un mayor riesgo de parálisis residual y sus complicaciones.

## Uso en bebés
A pesar de que anestesiólogos pediátricos han empleado sugammadex en neonatos con éxito, la experiencia en bebés y en niños pequeños (de 30 días a 2 años) es limitada y se considera un uso Off-label", es decir, el empleo de un medicamento fuera de las indicaciones que recomienda el laboratorio de lo fabrica en su documentación legal y médica.

## Contraindicaciones
No se puede aplicar Sugammadex en personas con problemas renales (incluyendo a quienes se les dializa).